# Hutman
Hutman (inaczej hutman ratuszny) – w dawnej Polsce urzędnik miejski, zajmujący się administracją i ochroną porządku publicznego. Nazwa pochodzi od niemieckiego słowa Hauptmann.
Podlegał burmistrzowi i radzie miejskiej.
Do jego zadań należało :
- nadzór nad targowiskami miejskimi
- kontrolowanie kupców w zakresie miar i wag
- kontrolowanie przestrzegania przepisów sanitarnych i przeciwpożarowych
- chwytanie złoczyńców
- doraźne sądownictwo w drobnych sprawach
- sprawdzanie straży dziennych i wart nocnych
- nadzorowanie ratusza i więzienia miejskiego
- nadzór nad pracą kata i jego pomocników

Był to urząd o znacznym prestiżu - surowo były karane wszelkie wystąpienia przeciw jego czci lub osobie. Był to również najwyżej opłacany urząd zajmujący się ochroną porządku publicznego.